# Базиліка Сакре-Кер
 Базиліка Сакре-Кер  (фр. Basilique du Sacré Cœur або просто Сакре-Кер, буквально «базиліка Святого Серця», тобто Серця Христового) – католицький храм в Парижі, споруджений між 1876 та 1910 роками за проєктом архітектора Абаді в римсько-візантійському стилі, розташований на вершині пагорба Монмартр, у найвищій точці (130 м) міста.

## Короткий опис
Форма куполів повторює силует базиліки XII століття  Сен-Фрон в Періге на півдні Франції. Висота основного купола 83 м, висота дзвіниці близько 100 м. Один з дзвонів базиліки – «Савоярка» (la Savoyarde) – важить 19 т з язиком вагою 850 кг, що відлитий у місті Ансі 1891 року, є найбільшим дзвоном Парижа.
Інтер’єр базиліки прикрашений кольоровими вітражами і монументальною мозаїкою на тему «Благоговіння Франції перед Серцем Господнім», що виконана в 1912-1922 роках, художником Люком-Олів'є Мерсоном (1846-1920).
З вершини Монмартру, куди ведуть широкі багатоярусні сходи, відкривається панорама Парижа і в ясну погоду краєвид на відстань до 50 км.

## Історія

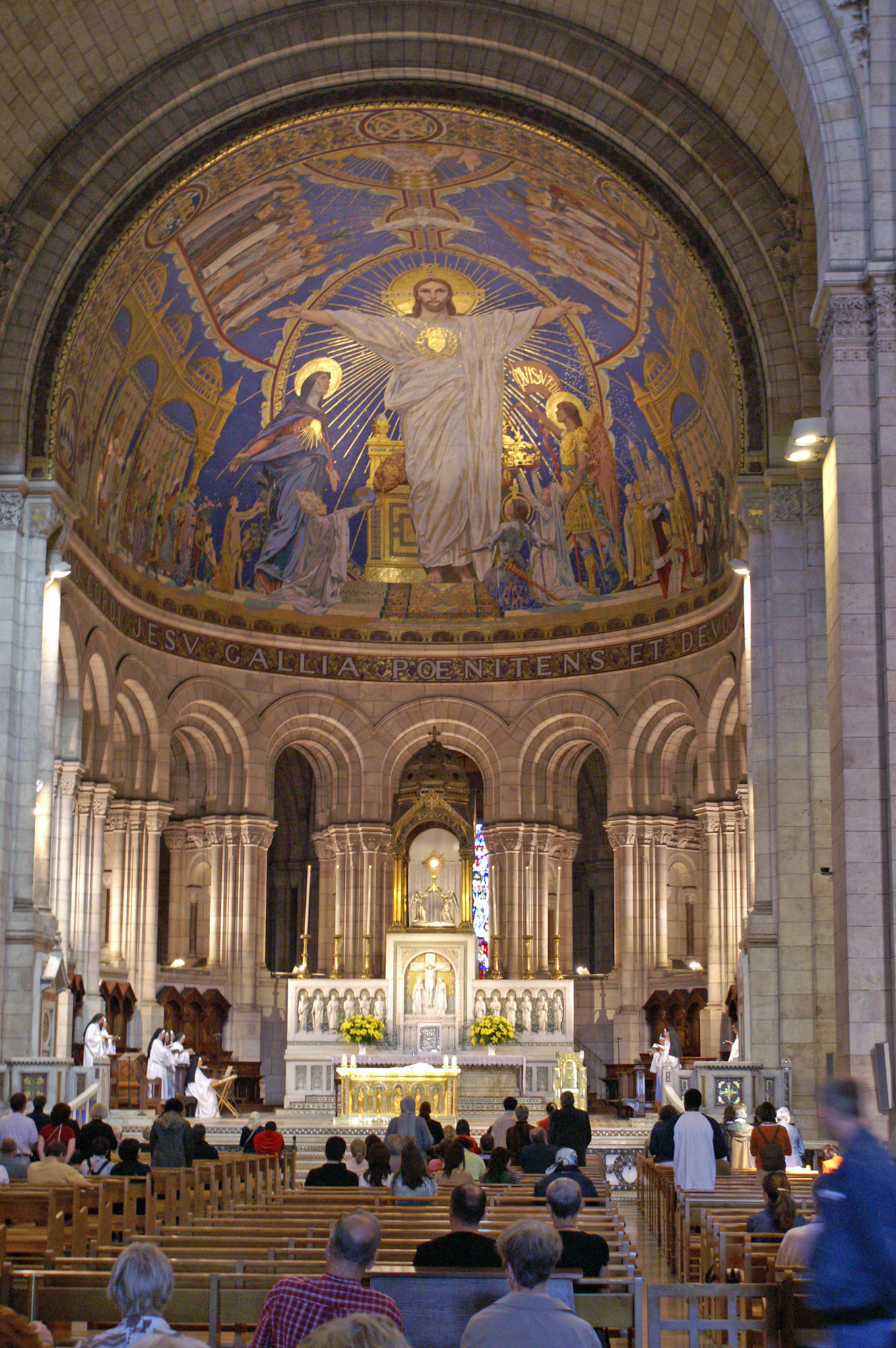
Інтер'єр базиліки з мозаїкою

Пропозицію про спорудження нового храму на згадку про жертви франко-пруської війни, було висловлено в 1871 році. І хоча ідея зазнала нищівної критики, вона все-таки здобула підтримку депутатів, які у 1873 році дали згоду на будівництво. Кошти на спорудження церкви збиралися через громадську передплату. При закладенні першого каменю (16 червня 1875 року) в ґрунт пагорба було покладено бронзовий медальйон з написом «Франція підносить Христові Монмартрську базиліку», а також скриньку із французькими медалями та пергамент із протоколом церемонії закладення першого каменя базиліки Сакре-Кер.
Невдовзі роботи було призупинено з метою укріплення ґрунту пагорба, під яким знаходилися старовинні каменоломні. Будівництво закінчилося лише в 1914 році Освячення церкви відбулося в 1919 році.

## Галерея

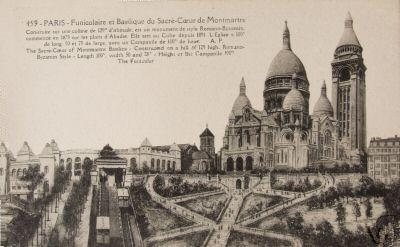
Близько 1905 року
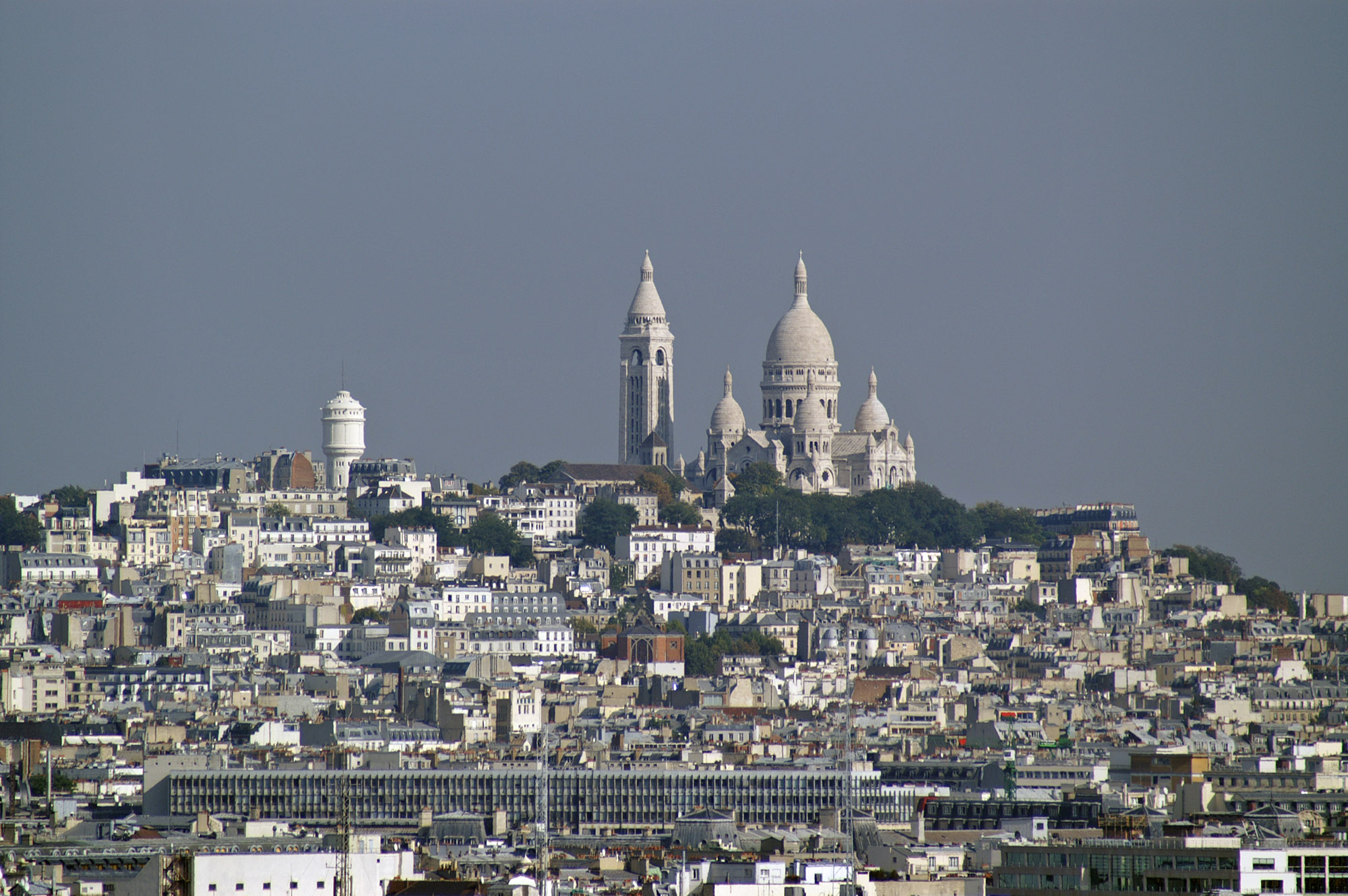
Вид з Ейфелевої вежі
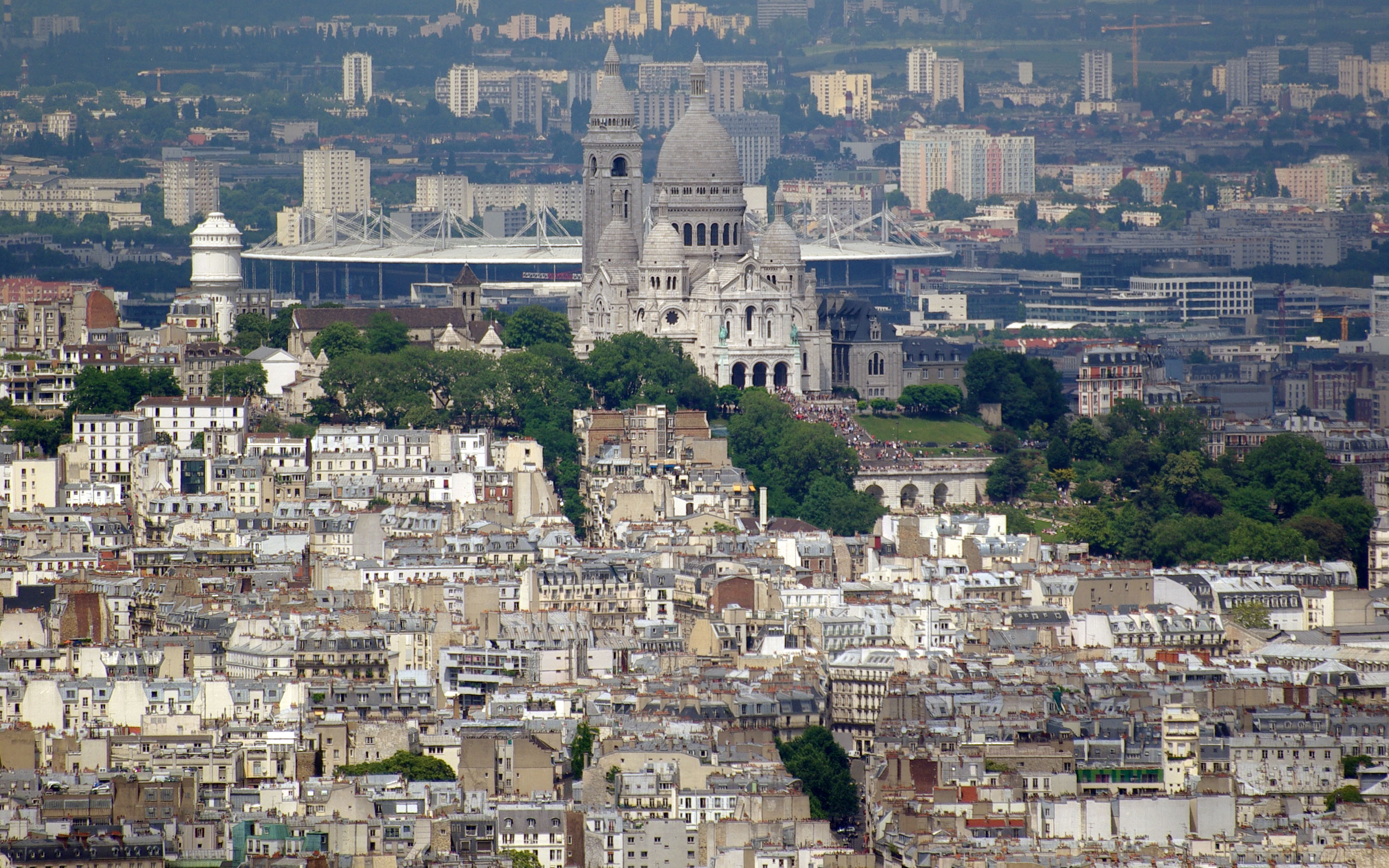
Вид з Вежі Монпарнас
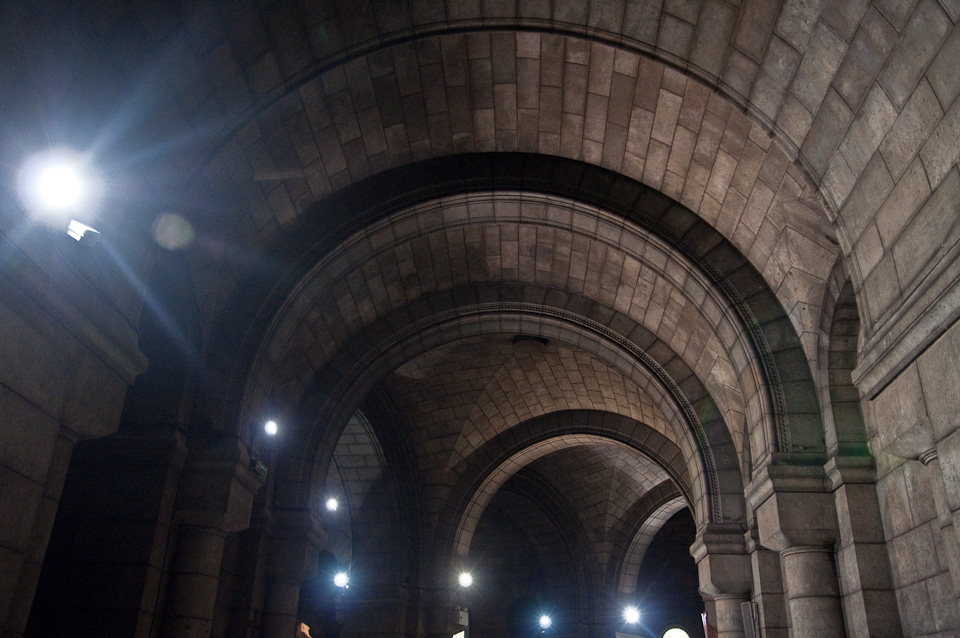
Крипта
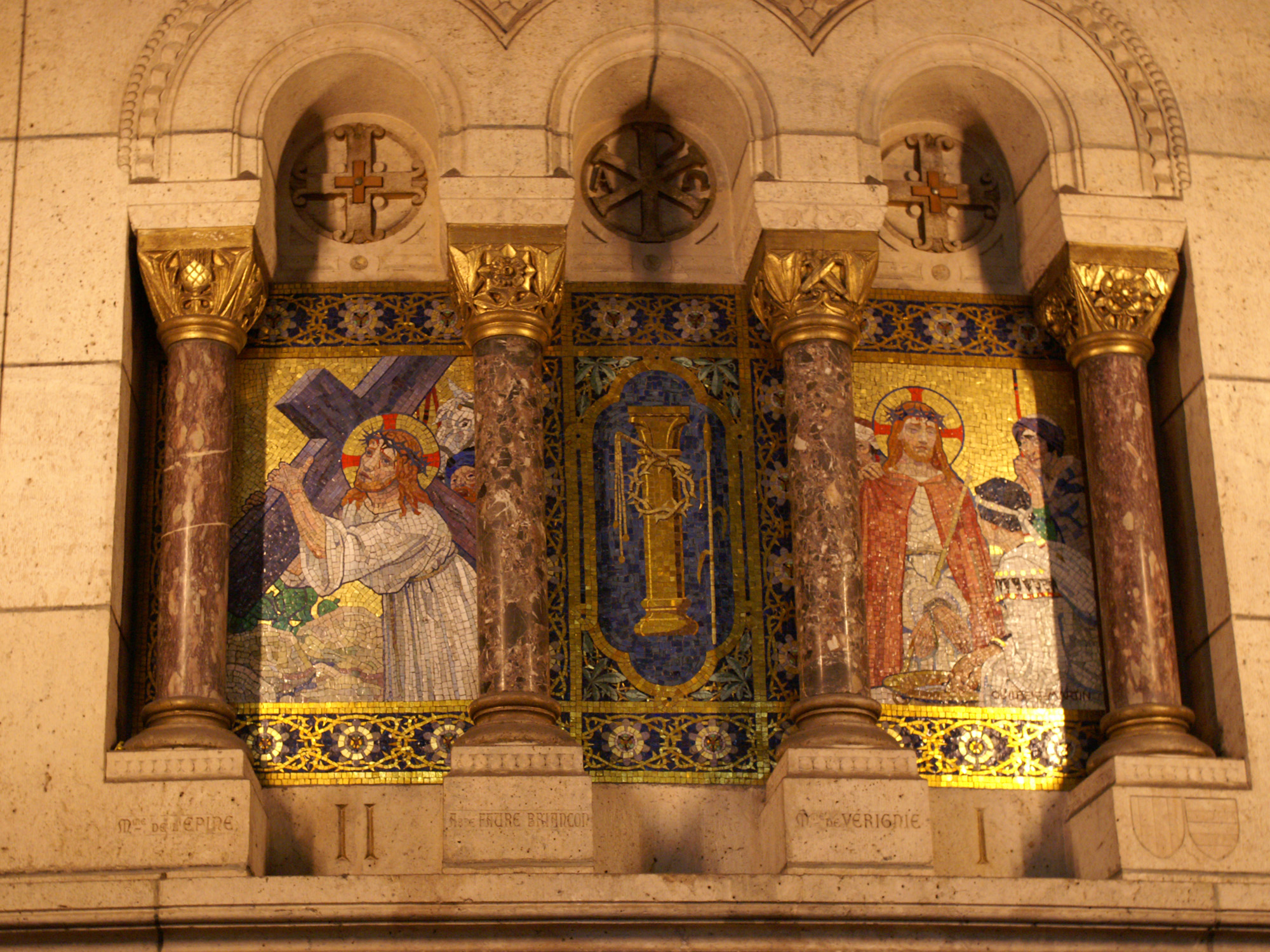
Мозаїки
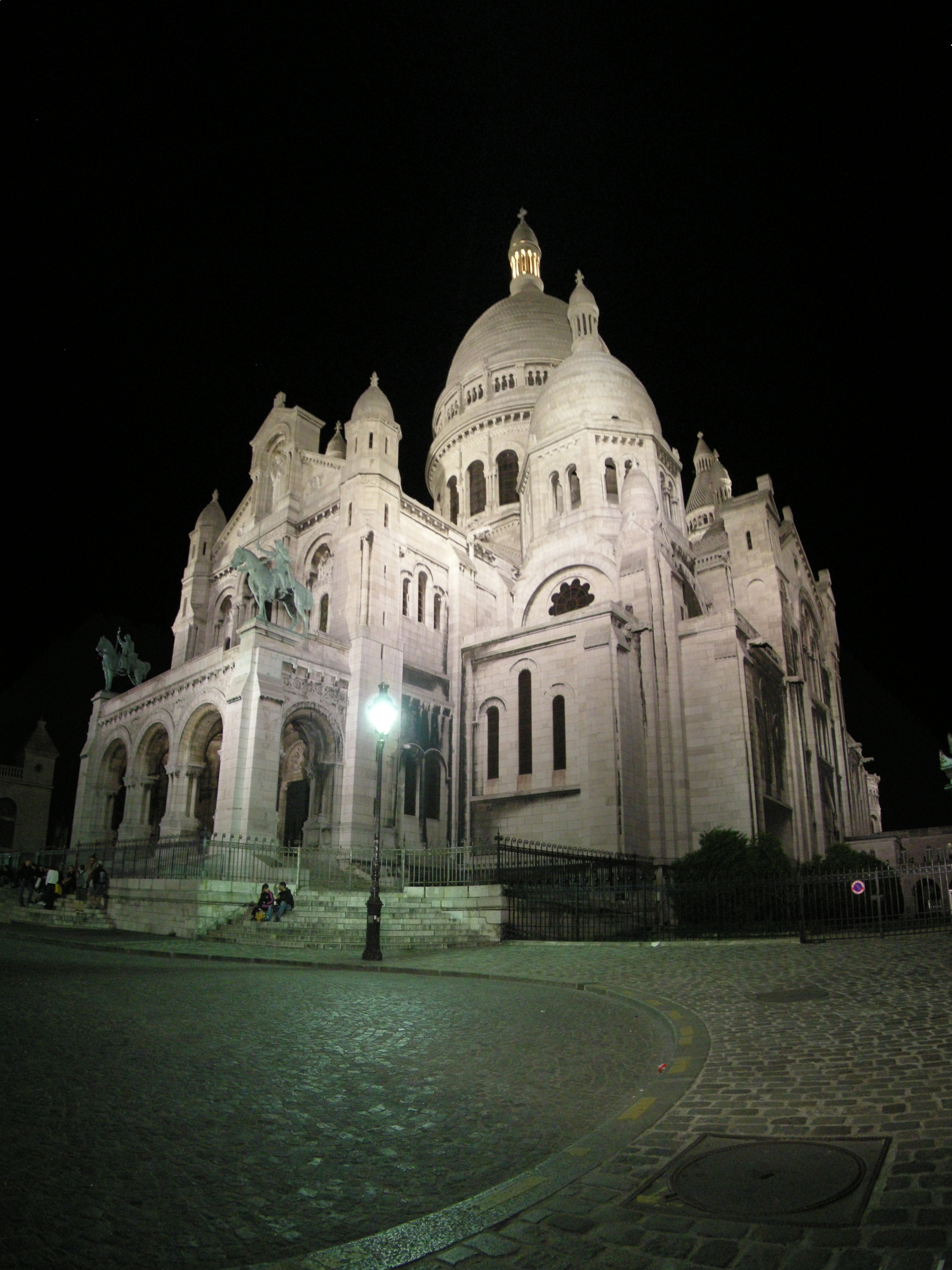
Базиліка вночі